# Skip Harlicka
Jules Peter "Skip" Harlicka (Trenton, Nueva Jersey, 14 de octubre de 1946) es un exjugador de baloncesto estadounidense que disputó una temporada en la NBA. Con 1,88 metros de estatura, jugaba en la posición de base.

## Trayectoria deportiva

### Universidad
Jugó durante tres temporadas con los Gamecocks de la Universidad de South Carolina, en las que promedió 17,5 puntos y 3,1 rebotes por partido. Lideró a su equipo en anotación en todas sus temporadas, incluyendo la última, en la que consiguió promediar 21,8 puntos, siendo elegido en el mejor quinteto de la Atlantic Coast Conference.

### Profesional
Fue elegido en la decimotercera posición del Draft de la NBA de 1968 por Atlanta Hawks, y también por los Oakland Oaks en el draft de la ABA, eligiendo la opción de los Hawks. Pero no tuvo demasiada suerte como profesional. Jugando como tercer base del equipo, tras Don Ohl y Mahdi Abdul-Rahman, apenas participó en 26 partidos, promediando 4,1 puntos y 1,4 asistencias, en la que iba a ser su única temporada como profesional.

## Estadísticas de su carrera en la NBA

### Temporada regular
| Temporada | Edad | Equipo        | Liga | P  | TIT | MIN | TC  | TCA | %TC  | 3P | 3PA | %3P | TL  | TLA | %TL  | R.OF. | R.DEF. | REB | ASIS | ROB | TAP | PER | FP  | PTS |
| 1968-69   | 22   | Atlanta Hawks | NBA  | 26 |     | 8.4 | 1.6 | 3.5 | .456 |    |     |     | 0.9 | 1.2 | .774 |       |        | 0.6 | 1.4  |     |     |     | 1.1 | 4.1 |
| Total     |      |               | NBA  | 26 |     | 8.4 | 1.6 | 3.5 | .456 |    |     |     | 0.9 | 1.2 | .774 |       |        | 0.6 | 1.4  |     |     |     | 1.1 | 4.1 |

### Playoffs
| Temporada | Edad | Equipo        | Liga | P | MIN | TCA | TC | 3PA | 3P | TLA | TL | R.OF. | REB | ASIS | ROB | TAP | PER | FP | PTS | %TC | %3P | %FT | MIN | PTS | REB | AST |
| 1968-69   | 22   | Atlanta Hawks | NBA  | 1 | 1   | 0   | 0  |     |    | 0   | 0  |       | 0   | 0    |     |     |     | 1  | 0   |     |     |     | 1.0 | 0.0 | 0.0 | 0.0 |
| Total     |      |               | NBA  | 1 | 1   | 0   | 0  |     |    | 0   | 0  |       | 0   | 0    |     |     |     | 1  | 0   |     |     |     | 1.0 | 0.0 | 0.0 | 0.0 |